# Décembre (film, 1973)
Pour les articles homonymes, voir Décembre (homonymie).
Décembre est un film algérien de Mohammed Lakhdar-Hamina, sorti en 1973.

## Synopsis
À Alger, durant la guerre d'Algérie un des responsables du FLN est arrêté par l'armée qui emploie les méthodes les plus violentes pour faire parler les prisonniers. Le recours à la torture pose un cas de conscience à un officier français,. Jouant sur le champ-contre-champ, entre le torturé et son tortionnaire, dans un huis clos étouffant.

## Fiche technique
- Réalisation : Mohammed Lakhdar-Hamina
- Image : Jean Charvein
- Montage : Hélène Arnal, Arnaud Petit
- Son : Gérard Delassus
- Photographe de plateau: Youcef AKAM
- Pays d'origine : Algérie
- Genre : drame, guerre
- Durée : 120 minutes
- Date de sortie : 
  - France : 3 mars 1973

## Distribution
- Sid Ali Kouiret : Si Ahmed
- Michel Auclair : le colonel de St Mérant
- Julien Guiomar : le général Beaumont
- Geneviève Page : Béatrice de St-Mérand
- André Thorent : le général Michon
- Jean-Claude Bercq : le commandant Leteil
- Mustapha Kateb : Khédija
- André Rouyer : l'aumônier
- Jacques François : Serge de la Prévoteraie
- Jean-Pierre Castaldi
- Jacques Castelot
- Ben Ali Chouerani
- Gérard Darrieu
- Hassan El-Hassani
- Keltoum
- Malik Lakhdar-Hamina
- Leila Shenna